# Ган-Хилл-роуд (линия Уайт-Плейнс-роуд, Ай-ар-ти)
|   |   |   |   |   |   |   |
| · | · | · | · | · | · | · |

|   |   |   |   |   |   |   |
| · | · | · | · | · | · | · |

«Ган-Хилл-роуд» (англ. Gun Hill Road) — станция Нью-Йоркского метрополитена, расположенная на линии Уайт-Плейнс-роуд, Ай-ар-ти.  На станции останавливаются маршруты 2 (круглосуточно) и 5 (в часы пик в пиковом направлении). Она представлена двумя островными платформами, обслуживающими два локальных пути (центральный путь не используется для регулярного движения поездов).
Станция была открыта 3 марта 1917 года, на эстакаде, и первоначально была двухуровневой. Верхний уровень является частью линии Уайт-Плейнс-роуд, а нижний был частью линии Третьей авеню, но линия в 1973 году была закрыта и разобрана. Нижний уровень станции был сохранён до 2004—2006 годов, когда конструкцию разобрали и построили новый вход.

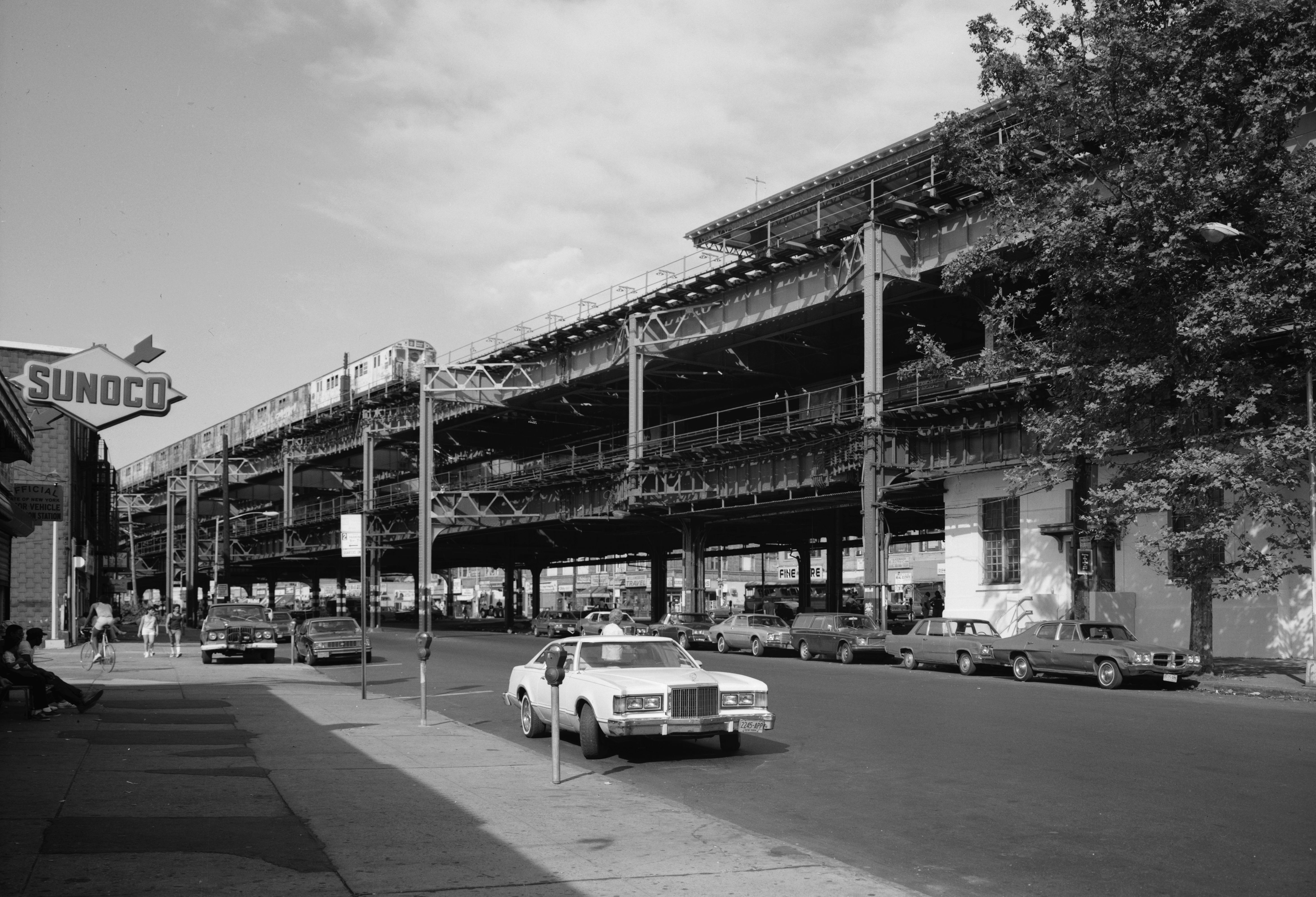
Станция в 1984 году